# Мизніков Геннадій Сергійович
Геннадій Сергійович Мизніков (рос. Геннадий Сергеевич Мызников; 12 березня 1933, Орєхово-Зуєво, Московська область) — російський художник, живописець, монументаліст. Народний художник Російської Федерації, член-кореспондент Російської академії мистецтв.
Освіту отримав в Ленінградському художньо-промисловому училищі імені В. І. Мухіної на факультеті монументального живопису (1950—1956). У 1989—2005 роках — голова правління Московської обласної організації Спілки художників Російської Федерації. Живе в місті Хімки Московської області.
Є автором полотен в жанрі історичного живопису, портретів, пейзажів, натюрмортів, зображень оголеної натури. Протягом творчого шляху стилістика робіт зазнала значної еволюції. Як художник сформувався під впливом так званого «суворого стилю», на початковому етапі перебував під впливом Б. М. Кустодієва, народного мистецтва, іконопису. В полотнах переважали сюжети з життя російської провінції, композиції яскраві, декоративні, сповнені відкритих емоцій. У другій половині 1970-х проявляється зв'язок з російським класичним живописом XIX століття, сюжети алегоричні, загальнолюдські. В останні роки в творчості переважають портрети, пейзажі, натюрморти. У 2000-х роках художник створив серію натюрмортів у дусі старих майстрів, на яких прості сільські речі виглядають монументально і водночас одухотворено. Серед останніх робіт помітним є полотно «Небом півночі ангел летів» (2005), виконане в традиціях доби Відродження, однак наповнене новим, незвичайним для художника трагічним змістом. Ангел з трубою у руці схиляється над землею і бачить лише руїни.
Перелік основних творів: «Діти на призьбі» (1958), «Маївка», «Страйк» (1964), «Північна пісня» (1966), «В. І. Ленін» (1967), «Стежина в зелені» (1968), «Російська зима» (1969), «Сутінки», «Моя дочка Віка» (1970), «Вікно» (1973, 2001), «Портрет народного артиста СРСР Євгена Нестеренко» (1976), «9 Травня» (1977, 1979), «Автопортрет з родиною» (триптих, 1978), «Баня» (1979), «Соціал-демократи» (1979), «Зустріч» (1982), «Вечір» (1992), «Виноград» (2001), «Сретенський бульвар» (1997), «Москва Золотоглава» (1998), «Натюрморт. Фриз» (2000), «Натюрморт. Фронтон» (2001), «Бузковий туман» (2005), «Небом півночі ангел летів» (2005).
Твори знаходяться в Державній Третьяковській галереї, а також у власності Міністерства культури Російської Федерації.

## Відзнаки
- Заслужений художник РСФРР (1991)
- Член-кореспондент Російської академії мистецтв (2001)
- Народний художник Російської Федерації (2005)
- Дійсний член Російської академії мистецтв (2012)